# Annouk van der Weijden
Annouk van der Weijden (* 27. Juni 1986 in Leiderdorp) ist eine niederländische Eisschnellläuferin.

## Werdegang
Van der Weijden startete im November 2008 in Moskau erstmals im Eisschnelllauf-Weltcup und belegte dabei in der B-Gruppe den achten Platz über 5000 m. Bei der Mehrkampfeuropameisterschaft 2012 in Budapest wurde sie Neunte und bei den Einzelstreckenweltmeisterschaften 2012 in Heerenveen Achte über 5000 m. In der Saison 2013/14 holte sie in Heerenveen über 3000 m ihren ersten Weltcupsieg und erreichte zum Saisonende den neunten Platz im Weltcup über 3000/5000 m. Beim Saisonhöhepunkt, den Olympischen Winterspielen 2014 in Sotschi errang sie den fünften Platz über 3000 m. In der Saison 2015/16 lief sie mit dem zweiten Platz über 3000 m in Heerenveen auf den achten Platz im Weltcup über 3000/5000 m. Im März 2017 belegte sie beim Weltcup in Stavanger den zweiten Platz in der Teamverfolgung. Im folgenden Jahr kam sie bei den Europameisterschaften in Kolomna auf den achten Platz über 3000 m und auf den fünften Rang im Massenstart und bei den Olympischen Winterspielen in Pyeongchang auf den 14. Platz im Massenstart und auf den vierten Rang über 5000 m. Im Januar 2018 wurde sie niederländische Meisterin im kleinen Vierkampf. Bei der Mehrkampfweltmeisterschaft im März 2018 in Amsterdam holte sie die Bronzemedaille.

## Persönliche Bestzeiten
- 500 m      39,33 s (aufgestellt am 18. November 2015 in Salt Lake City)
- 1000 m    1:17,18 min (aufgestellt am 16. Januar 2016 in Heerenveen)
- 1500 m    1:55,81 min (aufgestellt am 16. November 2013 in Salt Lake City)
- 3000 m    4:00,45 min (aufgestellt am 13. November 2015 in Calgary)
- 5000 m    6:54,17 min (aufgestellt am 16. Februar 2018 in Gangwon)

## Weltcupsiege im Einzel
| Nr. | Datum         | Ort        | Disziplin |
| --- | ------------- | ---------- | --------- |
| 1.  | 15. März 2014 | Heerenveen | 3000 m    |